# Yakubovichita
La yakubovichita és un mineral de la classe dels fosfats.

## Característiques
La yakubovichita és un fosfat de fórmula química CaNi₂Fe3+(PO₄)₃. Va ser aprovada com a espècie vàlida per l'Associació Mineralògica Internacional l'any 2021 i publicada el 2023. Cristal·litza en el sistema ortoròmbic.
L'exemplar que va servir per a determinar l'espècie, el que es coneix com a material tipus, es troba conservat a les col·leccions del Museu Mineralògic Fersmann, de l'Acadèmia de Ciències de Rússia, a Moscou (Rússia), amb el número de registre: 5626/1.

## Formació i jaciments
Va ser descoberta a una pedrera de fosforita sense nom del complex de Daba-Siwaqa, a la Governació d'Amman (Jordània). Aquest indret és l'únic a tot el planeta on ha estat descrita aquesta espècie mineral.